# Simon Schmitz
Simon Schmitz (* 17. Februar 1990 in Berlin) ist ein ehemaliger deutscher Basketballspieler. Für Bayreuth bestritt er 162 Bundesliga-Spiele. In der Saison 2009/10 wurde er als „Nachwuchsspieler des Jahres“ der 2. Bundesliga ProA ausgezeichnet.

## Leben und Karriere

### Vereinskarriere
Schmitz wuchs in Bad Bergzabern auf und begann seine Karriere bei den BIS Baskets Speyer, wo er lange Zeit mit Elias Harris zusammenspielte. In der Saison 2008/09 wurde er mit durchschnittlich 21,7 Punkten, 6,3 Rebounds und 5,7 Assists in die NBBL-Allstar-Auswahl des Südens berufen. Doch auch in der ProB erzielte er mit 14,1 Punkten, 4,0 Rebounds und 3,7 Assists gute Ergebnisse. Aufgrund seiner guten Leistungen wechselte er zur Saison 2009/10 zu Science City Jena. Dort erzielte er in seinem ersten Spiel gegen den UBC Hannover 30 Punkte. Mit durchschnittlich 12,0 Punkten, 3,8 Rebounds und 1,4 Assists im Monat Oktober wurde er zum Spieler des Monats und mit durchschnittlich 10,9 Punkten, 3,0 Rebounds und 2,9 Assists pro Spiel wurde er zum Nachwuchsspieler des Jahres der ProA-Saison 2009/10 gewählt. Daraufhin wagte er den Schritt zum BBC Bayreuth in die höchste deutsche Spielklasse. Die besten statistischen Werte seiner Bayreuther Zeit verbuchte er im Spieljahr 2012/13, als er in der Bundesliga eine mittlere Einsatzzeit von rund 15 Minuten je Partie erhielt und im Durchschnitt 5,5 Punkte erzielte.
2015 wechselte er von Bayreuth zu den Gladiators Trier in die 2. Bundesliga ProA. In der Zweitligasaison 2017/18 kam Schmitz auf einen Punktedurchschnitt von 12,3, dies bedeutete den Höchstwert seiner Zeit in Trier. Im März 2020 trat er vom Leistungssport zurück.

### Nationalmannschaft
Schmitz durchlief alle Jugendnationalmannschaften des Deutschen Basketball-Bundes und nahm mit der U20 an der Europameisterschaft in Zadar, Kroatien vom 8. bis zum 18. Juli 2010 teil. Dort verhinderte seine Mannschaft den Abstieg in die B-Gruppe, Schmitz erzielte den wichtigen Dreier in den Schlusssekunden zum Sieg über Spanien.

## Persönliches
Er ist der Sohn von Horst Schmitz, der als Trainer in der Basketball-Bundesliga für die BG Karlsruhe gearbeitet hat. Sein Bruder Aaron Schmitz spielte ebenfalls Basketball und stand unter anderem beim USC Heidelberg in der ProA unter Vertrag.